# Corymyia euryops
Corymyia euryops är en tvåvingeart som beskrevs av Jason Gilbert Hayden Londt 1994. Corymyia euryops ingår i släktet Corymyia och familjen rovflugor. Inga underarter finns listade i Catalogue of Life.